# 驻韩美军顾问团
驻韩美军顾问团（KMAG）（正式名称为美国驻大韩民国军事顾问团)，是朝鲜战争中美军的一个军事单位。该团对大韩民国军队的训练和后勤提供帮助。

## 历史
二战结束后，美国和苏联分割朝鲜半岛，美国负责管理韩国。从1946年1月开始，南方的美军政府开始组建韩国国防军，美国陆军第40师的18名中尉受命组织八个韩国警察团（每个省一个)，这些警察团将负责治安管理。警察部队的规模迅速增长，从1946年4月的2,000人增加到1948年3月的50,000人。当韩国于1948年8月15日宣布独立时，警察被吸收到大韩民国军队，美国成立了一个临时军事顾问小组（PMAG），以继续训练和指导刚刚起步的韩国军队。该团由威廉·林恩·罗伯茨准将领导。

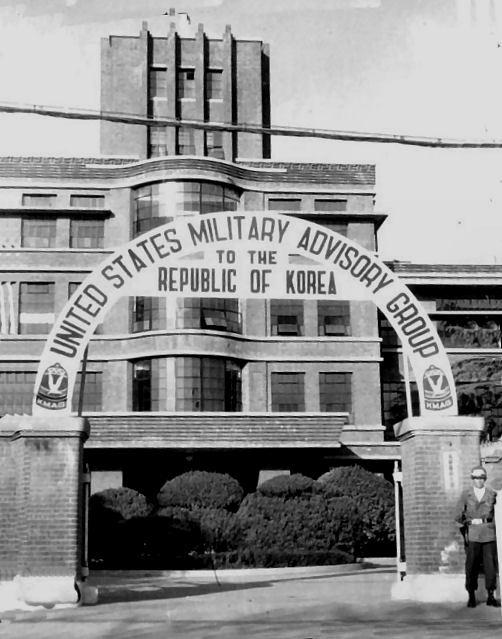
位于韩国大邱的顾问团总部

当朝鲜军队于1950年6月25日入侵韩国时，美国军事顾问团改由美国第8集团军指挥。弗朗西斯·W·法雷尔准将于7月25日接任该部队的指挥官。 
该顾问团的下属部队缺乏可用的帐篷、收音机、急救包、衣物、食物、水、燃料、沙袋、木板、指南针、步枪清洁工具、医疗用品，尤其是弹药。法雷尔还因缺乏合格的教官而苦苦挣扎。第八集团军司令詹姆斯·范佛里特不满意顾问团的进展，虽然他觉得法瑞尔已经做了出色的完成了工作，但他还是认为法瑞尔“完全破旧了，需要改变。”  

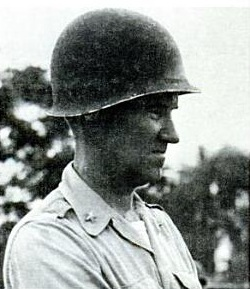
弗朗西斯·法雷尔准将

范弗利特请来了高素质的部队教练员科尼利厄斯·瑞安准将，瑞安曾是第101空降师的指挥官。瑞安于1951年7月7日上任，其任务是将大韩民国陆军（ROKA）转变为一支能够在美国第8集团军的带领下发挥重要作用的战斗力量，并使韩国军事顾问团能够满足大韩民国陆军的作战需要。  
瑞安李宗瓒将军和白善烨将军建立了牢固的关系，并共同制定了组建新军队的计划。当瑞恩抵达韩国时，顾问团共有920名官兵，到1951年9月，顾问团的规模达到了1,308名。后来，到1952年1月，顾问团的总人数增加到1,812人。从1950年7月到1953年8月，共有499,751名学员完成了顾问团培训中心的战斗训练。  
在瑞安的领导下，顾问团转变为一流的军事训练单位。瑞安一直在韩国服役，直到1953年5月中旬，由戈登·罗杰斯准将接替。

## 笔记
1. ↑  . Global Security.   [3 December 2010]. （原始内容存档于2016-10-27）.
2. 1 2  Yuk Gun. . korean-war.com.   [3 December 2010]. （原始内容存档于2010-11-25）.
3. 1 2  Summers, pg. 161
4. ↑  Advising Indigenous Forces: American Advisors in Korea, Vietnam, and El Salvador （页面存档备份，存于）, by Robert D. Ramsey III, Combat Studies Institute Press, Fort Leavenworth, Kansas, 2006, page 21
5. ↑  Stoker, p. 88